# Patrick Zelnik
Patrick Zelnik, né le 10 novembre 1946, est un éditeur musical français.

## Biographie
Patrick Zelnik est licencié en sciences économiques, ancien élève de Sciences Po et de la faculté Dauphine. Il commence sa carrière dans l’industrie du disque chez Polydor (1973-80) dont il devient directeur du marketing international. À ce titre, il rencontre Richard Branson en 1977 dans le cadre de la signature d’un contrat de licence entre Virgin Records et Polydor. En 1980, Richard Branson lui propose de créer la première filiale européenne du groupe Virgin. Virgin France voit ainsi le jour et deviendra en dix ans une « major » de l’édition phonographique, s’illustrant notamment par son catalogue de chanson française.
En 1988 Patrick Zelnik devient président de la filiale distribution du groupe Virgin dont le premier magasin ouvre sur les Champs-Élysées le 31 octobre 1988 (actuelles Galeries Lafayette Champs-Élysées).
En 1997 il quitte la présidence du groupe Virgin pour fonder Naïve Records.La socièté Naive déposera le bilan en 2016 et sera rachetée par Believe. 
Parallèlement, Patrick Zelnik a exercé et exerce des responsabilités dans des organisations professionnelles comme président du Syndicat national de l'édition phonographique (SNEP) (1990-92 et 1994-97), de l'Union des producteurs phonographiques français indépendants (UPFI) de 2000 à 2004. Il est président d’Impala (syndicat européen des sociétés phonographiques indépendantes) depuis juillet 2006, et membre du conseil de surveillance d’Actes Sud.
Patrick Zelnik est président de la Gaîté-Lyrique depuis 2008, nouveau projet urbain au centre de Paris basé, à partir des musiques actuelles et grâce aux arts numériques, sur le croisement des disciplines artistiques et sur l’accès pour tous aux nouvelles technologies. La Gaîté a ouvert le 2 mars 2011.
Le 3 septembre 2009, Frédéric Mitterrand, ministre de la Culture et de la Communication, a confié à Patrick Zelnik, accompagné de Jacques Toubon et de Guillaume Cerutti, une mission dite « Création et internet » sur l’offre légale de contenus culturels sur Internet et sur la rémunération des créateurs et le financement des industries culturelles.